# بیجه
محمد بسیجه معروف به بیجه (زادهٔ ۳۱ اردیبهشت ۱۳۴۹ تربت حیدریه – ۲۶ اسفند ۱۳۸۳ در پاکدشت) متهم اصلی جنایات پاکدشت بود. وی کارگر کوره‌پزخانه‌ای در همان منطقه بود که به تجاوز و قتل بیش از ۳۷ کودک و ۳ بزرگسال اعتراف کرد. ماجرای قتل کودکان در اطراف تهران، به عنوان بزرگ‌ترین پرونده جنایی تاریخ معاصر ایران شناخته شد و به شدت افکار عمومی را در این کشور تحت تأثیر قرار داد.

## زندگی‌نامه
محمد بسیجه معروف به «بیجه» در یک خانواده پرجمعیت زاده شد. او شش خواهر و شش برادر ناتنی داشت. وقتی چهار سال داشت مادرش به علت ابتلا به سرطان درگذشت. پدر او کارگر کوره‌پزخانه بود. بسیجه هرگز مادرش را به یاد نمی‌آورد. ولی می‌گوید پدرش فردی بداخلاق و مستبد بوده است. از همان دوران کودکی او را به سختی کتک می‌زده و با زنجیر پاهای او را می‌بسته و بعد با چوب به بدن او ضربه می‌زده است. حتی یک‌بار پدرش می‌خواسته با میله، بسیجه را به قتل برساند.
بسیجه درس و مدرسه را بسیار دوست داشت. اما با فشارهای پدر و اجبارهای او ناچار می‌شود درس و مدرسه را رها کند و به کار مشغول شود. ۱۱ ساله بود که به همراه خانواده به خاتون‌آباد رفت و در کوره مشغول به کار شد. انتقام، زمانی در فکر بسیجه جرقه زد که وقتی ۱۱ سالش بود مورد آزار جنسی قرار گرفت. این تجاوز توسط شخص دیگری نیز برای او تکرار شد. او در ۱۸ سالگی عاشق دختری افغانستانی شد که حتی با هم قرار می‌گذارند که فرار کنند، اما پدرش می‌فهمد و برخورد پدر نیز مشخص است! چندی بعد عاشق دخترعمه‌اش می‌شود که دانشجوی پزشکی بود و همدیگر را می‌خواستند. اما پدرش باز مخالفت می‌کند تا بیجه در عشق دومش نیز ناکام بماند. او برای شروع دست به کشتن حیواناتی چون سگ و گربه زد و در توجیه رفتار خود گفت که آنها را می‌کشته چون همچون خودش زندگی خوبی نداشتند و می‌خواسته آنها را راحت کند.

## انگیزه
او اعتراف کرد خود در کودکی سه بار مورد تجاوز جنسی قرار گرفته و در ازدواج شکست خورده بوده و قصد انتقام‌گیری از جامعه را داشته است. دیگر اینکه از مرگ زودهنگام مادرش و کمبود محبت ناشی از آن در کودکی و کتک‌های نامادری هایش رنج می‌برده است. بسیجه دربارهٔ انگیزه اصلی خود برای ارتکاب قتل گفت: «من از بچگی تحت ظلم بودم و وقتی زندگی‌ام را با دیگران مقایسه می‌کردم، ناچار دست به چنین اعمالی زدم».

## دستگیری
او در مورد حکم اعدام خود گفته بود: استحقاق حکم اعدام را ندارم. وی در ۱ مهر ۱۳۸۳ دستگیر شد و در شعبه ۷۴ کیفری استان تهران به ریاست قاضی دادرس منصور یاورزاده یگانه و ۴ مستشار دیگرش محاکمه و با رای اکثریت قضات آن شعبه و در ۲۷ آبان همان سال به ۱۶ بار قصاص و یک بار اعدام، ۱۵ سال حبس و ۱۰۰ تازیانه محکوم شد. بسیجه به پلیس گفته بود اگر او را گرفتار نمی‌کردند ۵۰۰ کودک را می‌کشت. قوه قضاییه اعلام کرد که دادستان پاکدشت و همچنین دو بازپرس و یک دادیار دادسرای این شهرستان در رسیدگی به پرونده کوتاهی کرده‌بودند.

## اعدام
بسیجه در ۲۶ اسفند ۱۳۸۳ اعدام شد. او پیش از این در ۲۷ آبان همان سال به تحمل ۱۰۰ ضربه شلاق، ۱۵ سال حبس، ۱۶ بار قصاص و یک بار اعدام محکوم شده‌بود. او با یک طناب متصل به یک جرثقیل به دار آویخته شد و پس از اعدام هیچ‌یک از اعضای خانواده‌اش جنازه‌اش را تحویل نگرفتند. جسد او در خفا و سکوتی کامل در مکانی نامشخص دفن شد.